# 本初
本初（146年）是东汉皇帝汉质帝刘缵统治时期的年号。汉朝使用这个年号时间共计1年。
本初元年闰六月汉桓帝即位沿用。

## 改元
- 永嘉二年——正月初一日，改元為本初元年。[2]
- 本初二年——正月初一日，改元為建和元年。[3]

## 大事記
- 本初元年——閏六月初一日，漢質帝駕崩；初七日漢桓帝繼位。[2][3]

## 紀年農曆對照表
表格中各月的干支即為各月的第1日，「大」表示該月有30日，「小」表示該月有29日，「閏月」表格中的中文數字表示該年為閏X月，各月初一底下的數字表示對應的西曆日期。
| 西元  | 干支 | 紀年     | 正月   | 二月   | 三月   | 四月   | 五月   | 六月   | 七月   | 八月   | 九月   | 十月   | 十一月 | 十二月   | 閏月     |
| ----- | ---- | -------- | ------ | ------ | ------ | ------ | ------ | ------ | ------ | ------ | ------ | ------ | ------ | -------- | -------- |
| 146年 | 丙戌 | 本初元年 | 丁亥大 | 丁巳小 | 丙戌大 | 丙辰小 | 乙酉大 | 乙卯小 | 甲寅大 | 甲申小 | 癸丑大 | 癸未小 | 壬子大 | 壬午小   | 六甲申大 |
| 146年 | 丙戌 | 本初元年 | 1/30   | 3/1    | 3/30   | 4/29   | 5/28   | 6/27   | 8/25   | 9/24   | 10/23  | 11/22  | 12/21  | 147/1/20 | 7/26     |

## 参看
- 中國年號索引